# 非苯二氮䓬类药物

唑吡坦的結構

非苯二氮䓬类药物（nonbenzodiazepine，non-BZD），其中三种俗称Z类药物（Z-drugs），是一类新型治疗失眠的药物，其药理作用与苯二氮䓬類藥物（BZD）类似，但具有快速起效、诱导睡眠作用明显、后遗效应轻、不易成瘾等优点。
非苯二氮䓬类其中的Z类药物，由三種z開頭的物質組成：佐匹克隆（zopiclone）、唑吡坦（zolpidem）和扎来普隆（zaleplon）。這三種物質和BZD结合的位点一样，都是GABA-A受体的BZD旁结合位。
非苯二氮䓬类可能产生身体依赖，产生的戒断反应和苯二氮平类较低或接近。不能通过治疗失眠防止抑郁发生，反而会使抑郁风险翻倍。也会增加自杀和总体死亡的可能性。非苯二氮䓬类会增加老年人摔倒的可能性，因此已被列入不适合老年人使用的Beers清单。
长期夜间使用可能在日间产生戒断反应，表现为焦虑。其他副作用有失忆和幻觉。偶尔产生fugue state（进行行为较复杂的梦游，包括开车、烹饪等），似乎比temazepam、secobarbital可能性低。长期使用增加患痴呆的风险。
总体有效性以及患者报告的副作用情况和BZD相仿。与苯二氮䓬类药物使用者相比，Z类药物使用者更有可能报告说他们曾尝试戒除催眠药物，并且更有可能想要停药。

## 列表
唑吡坦和扎来普隆属三种Z药中半衰期较短的，宿醉的可能性低，但产生耐受的速度快。最大推荐连续使用10天。连续28天后助眠作用降低到和安慰剂没有区别。
佐匹克隆为半衰期较长的。曾经认为可以有效用长达一年（Roth et al., 2005），但2009年开始发现长期用户身上的效果也和安慰剂无区别，遂证实有耐受性存在，最长使用期限也调整到四周。右佐匹克隆（eszolpiclon）作为其手性纯版本，这一方面的情况类似。

## 滥用
和苯二氮䓬一样，Z类药物有类似的滥用用途，可以产生幻觉、安定、欣快感。半衰期短的类型可以较快清除出身体，所以对于用者来说尤其方便。唑吡坦以低剂量使用（10-15mg）就有以幻觉为目的滥用的案例。为了维持安眠效果，也有失眠患者随着耐受性提升不断加量，以至于一天服用6000 mg。佐匹克隆的滥用记录没有这么夸张，但也有失眠患者以正常量七倍用药。患者在停药过程中可能产生癫痫、焦虑等类似苯二氮䓬戒断的症状。

## 歷史
Z-drugs最早出現於1980和1990年間。1989年，佐匹克隆被英國國民保健署核准，並以「憶夢返」（Imovane）作為商品名稱上市；臨接著赛诺菲藥廠開發的唑吡坦也以「使蒂諾斯/思诺思」（Stilnox）作為商品名稱上市。1999年國王製藥制作的扎來普隆被FDA同意可以銷售到市面；2005年FDA同意右佐匹克隆的使用；2012年FDA核准「間奏曲」（Intermezzo），而該藥係使用较低剂量唑吡坦作為其主要配方，用于夜间睡眠中断而难以继续入睡的情况。
值得注意的是，FDA只批准了右佐匹克隆作为药品上市，佐匹克隆没有获得批准。